# جو کرونا
جو بنی کرونا کرسپین (انگلیسی: Joe Benny Corona Crespín؛ زادهٔ ۹ ژوئیهٔ ۱۹۹۰) بازیکن فوتبال اهل ایالات متحده آمریکا است.
وی همچنین در تیم ملی فوتبال ایالات متحده آمریکا بازی کرده‌است.